# Лекки, Герард
Герард Лекки (нидерл. Gerard Leckie; 6 марта 1943, Парамарибо, Колония Суринам — 8 декабря 1982, Парамарибо, Суринам) — суринамский учёный, декан социально-экономического факультета Суринамского университета им. Антона де Кома. Жертва Декабрьских убийств.

## Биография
Герард Лекки родился в Парамарибо 6 марта 1943 года в семье католиков. Получив образование на родине, он продолжил его в университете Неймегена, где изучал психологию. В Суринаме Лекки преподавал в университете им. Антона де Кома. Он был деканом социально-экономического факультета и президентом Ассоциации академического персонала Университета Суринама (V.W.P.U.). 
После переворота в 1980 году военный режим Баутерсе стремился установить в стране диктатуру. С целью не допущения волнений среди студентов, путчисты решили «реформировать» университет, уволив из него ряд преподавателей и научных сотрудников. Лекки был далёк от политики, но отстаивал право университета на автономию, выступил против идеологизации науки и в защиту уволенных коллег. Об этом он говорил в своей речи 15 ноября 1982 года, которую повторил спустя несколько дней в основанной Ассоциации за демократию, состоявшей из граждан, готовых работать ради восстановления демократии в Суринаме. Его профсоюзная деятельность и участие в студенческих демонстрациях в Парамарибо фактически подписали Лекки смертный приговор.
8 декабря 1982 года, по личному приказу Баутерса, учёный был схвачен военными, привезён в тюрьму в Форт-Зеландия, где, после жестоких пыток, был убит, став одной из пятнадцати жертв, убитых путчистами в тот день. 13 декабря его похоронили на католическом кладбище Схитбанвег в Парамарибо, рядом с могилой другого убитого оппозиционера — Йозефа Слагвера. По свидетельству очевидцев, на лице у Лекки были видны следы жестоких побоев, на груди след от пулевого ранения. В 2002 году, во время эксгумации тел жертв Декабрьских убийств для проведения экспертизы, останки Лекки были первыми прошедшими через эту процедуру.

### Научные публикации
- De Jong T., Ahammer I. M.,Van Lieshout  C. F. M., Leckie G. The effect of role-playing on sharing and helping in preschoolers. — Universiteit van Nijmegen, 1976.
- Wentink E., Smits-Van Sonsbeek  B., Leckie G., Smits P. P. J. The effect of a social perspective taking training on role-taking ability and social interaction in preschool and elementary school children. — Guildford, 1975.
- Leckie G. Ontwikkeling van sociale cognitie. Een ontwikkelingsmodel voor rolnemingsvaardigheid bij kinderen. Proefschrift. — Nijmegen, 1975.

## В культуре
Поэт Тон Линден, преподаватель Тилбургского университета, посвятил Герарду Лекки стихотворение.